# Robert Ross (militar)
Robert Ross (1766 - 12 de septiembre de 1814) fue un oficial anglo-irlandés del ejército británico que participó en las guerras napoleónicas y la Guerra anglo-estadounidense de 1812, (1812-1815). És más conocido por el incendio de Washington, que incluyó la destrucción de la Casa Blanca y el Capitolio. Murió en la batalla de North Point antes del bombardeo de Fort McHenry el día siguiente.

## Juventud
Ross nació en Rostrevor, Condado de Down, Reino de Irlanda. Fue educado en el Trinity College, ubicado en Dublín, Irlanda, donde fue tesorero de la Sociedad Histórica del Colegio y se unió al Regimiento de Infantería como alférez en 1789.

## Guerras napoleónicas

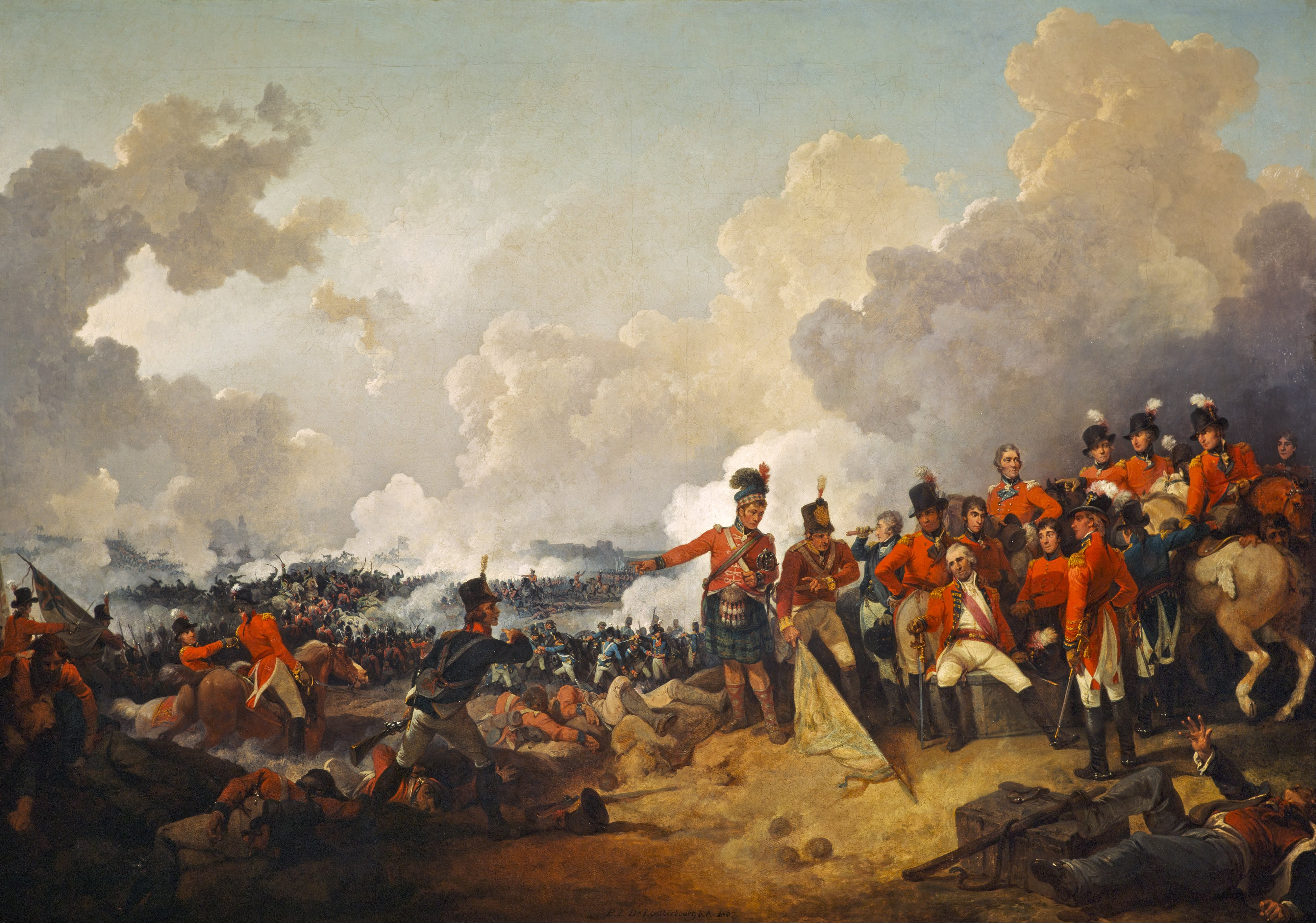
Ross en una representación de la batalla de Alejandría, durante la expedición de Napoleón a Egipto.

Ross luchó como oficial junior en las batallas de Krabbendam en Holanda en 1799 y la batalla de Alejandría en Egipto en 1801. En 1803, fue ascendido a mayor y comandante del vigésimo regimiento a pie. Luchó en el Reino de Nápoles en 1806. Fue ascendido a teniente coronel a finales de 1808 y luchó en la batalla de La Coruña en España a principios de 1809. En 1810, Ross se hizo Coronel, así como Ayudante de campo del Rey.

## Guerra anglo-estadounidense de 1812
Fue enviado en 1813 para servir bajo las órdenes de Arthur Wellesley en la Guerra de la Independencia Española dirigiendo a su regimiento en las batalla de Vitoria, Roncesvalles y el Sorauren ese año. Fue herido de gravedad en el lado izquierdo del cuello en la Batalla de Orthes, el 27 de febrero de 1814 y acababa de regresar al servicio cuando se le da el mando de una fuerza expedicionaria a los Estados Unidos.
Ross navegó a América del Norte como general de división para hacerse cargo de todas las tropas británicas de la costa este de los Estados Unidos. Él, personalmente, dirigió a las tropas británicas en tierra en Benedict, Maryland, y marchó a través de Upper Marlboro, Maryland, con el ataque a los estadounidenses en la batalla de Bladensburg el 24 de agosto de 1814.
Pasado Bladensburg, Ross se trasladó a la cercana Washington D. C., donde fue atacado a balazos y su caballo fue herido. Los edificios públicos, instalaciones y puertos, incluyendo el Capitolio de Estados Unidos y la Casa Blanca fueron quemados como represalia por las incursiones estadounidenses en Canadá, entre las que se produjo el incendio de la asamblea legislativa de York (actual Toronto), a manos de los estadounidenses, a principios de 1813. La controversia aún rodea la decisión de Ross de destruir la propiedad pública, pero perdonó a la propiedad privada durante la quema.

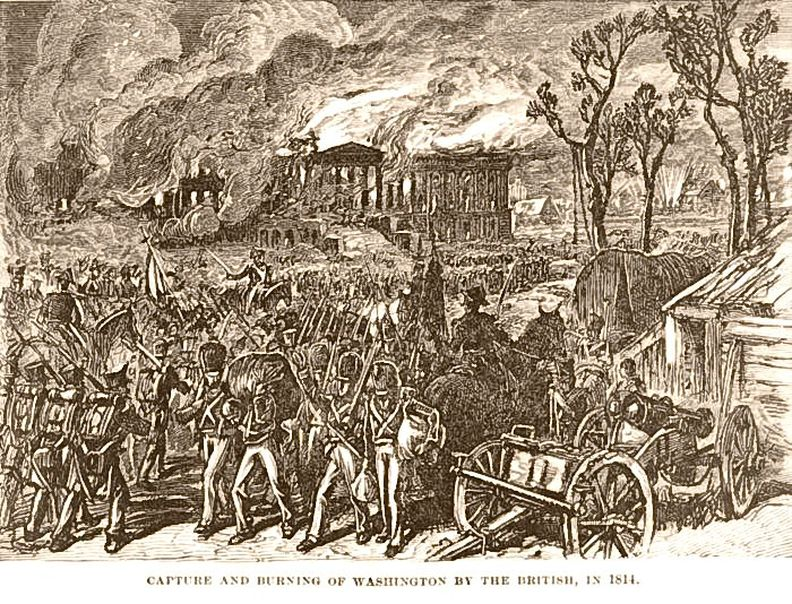
El incendio de Washington en 1814.

Ross entonces fue persuadido para atacar Baltimore, Maryland. Sus tropas desembarcaron en la punta sur de la península "Patapsco Neck" (entre el río Patapsco y puerto de Baltimore en el sur y Back River en el norte), al sudeste del Condado de Baltimore en North Point, doce millas al sureste de la ciudad, en la mañana de 12 de septiembre de 1814. En el camino a lo que sería la batalla de North Point, una parte de la gran batalla de Baltimore, los británicos se encontraron con tiradores estadounidenses y el General Ross se adelantó para dirigir personalmente sus tropas. Un americano francotirador le disparó en el brazo derecho hacia el pecho. Según la tradición de Baltimore, dos fusileros americanos, Daniel Wells y Henry McComas, 18 y 19, años respectivamente, fueron acreditados por matar a Ross. Ross murió mientras era transportado a la flota.
Después de su muerte, el cuerpo del general se guardó en un barril de 129 galones (586 litros) de ron Jamaica a bordo HMS Tonnant. Fue desviado a Nueva Orleans para la próxima batalla (enero de 1815), y el cuerpo fue enviado más tarde en el buque británico HMS Royal Oak a Halifax, Nueva Escocia, donde su cuerpo fue enterrado el 29 de septiembre de 1814.